# Zapasnoj igrok
Zapasnoj igrok (russisk: Запасной игрок, på dansk "Reservespiller", eller frit oversat "12. mand") er en sovjetisk komediefilm fra 1954 af Semjon Timosjenko.

## Handling
Fabrikkens fodboldhold "De blå pile" når finalen i turneringen for fodboldholdene i den sovjetiske fagbevægelse, hvor de skal møde et konkurrerende hold, Men før finalen skal heltene igennem mange eventyr.
Den talentfulde 12. mand (centerforward) fra De blå pile, Vasja Vesnusjkin, er forelsket i gymnasten Valja, men frygter, at hun vil foretrække hans arrogante ældre bror Sasja, der er den bedste spiller på De blå pile. Efter mange genvordigheder spiller Vasja i startopstillingen i finalen på bekostning af sin bror. Vasja scorer mål, og da holdets målmand bliver stukket af en bi, kommer Vasja også på målmandsposten, hvor han redder straffespark. Holdet vinder kampen, og efter kampen fortæller Valja Vasja, at han også har vundet hende ...

## Medvirkende
- Georgij Vitsin som Vasja Vesnusjkin
- Vsevolod Kuznetsov som Sasja Vesnusjkin
- Jelena Tjapkina som Vesnusjkina
- Pavel Kadotjnikov som Dedusjkin Svetlanov
- Tatjana Konjukhova som Valja Olesjko